# José Manuel Barquero Vázquez
José Manuel Barquero Vázquez (Ourense, 1941) és un pedagog i polític basc. Llicenciat en dret, és catedràtic d'Ensenyament Mitjà i professor de la UNED-Vitòria, membre del Consell Social de la Universitat del País Basc (1988-1995) i vocal del Consell d'Administració d'EITB (Radiotelevisió Basca). Secretari General de Coalició Popular del País Basc (1985-1986) i més tard del Comitè Executiu del Partit Popular del País Basc.
Ha estat regidor a l'Ajuntament de Vitòria el 1983-1984, diputat al Parlament Basc a les eleccions al Parlament Basc de 1984 i 1986, diputat per Àlaba a les eleccions generals espanyoles de 1989 i senador per Àlaba a les eleccions generals espanyoles de 1996, 2000 i 2004.